# Marloes de Boer
Marloes de Boer (* 30. Januar 1982 in Den Ham) ist eine niederländische Fußballspielerin, die seit der Saison 2007/08 in der Eredivisie für den FC Twente aus Enschede aktiv ist.

## Vereinskarriere
De Boer begann mit dem Fußballspielen 1989 in der F-Jugend ihres Heimatvereins VV Den Ham. Nachdem sie mit der A-Jugend Meister geworden war, wechselte sie 2001 zu CVV Oranje Nassau nach Groningen in die Hoofdklasse, zu jener Zeit die höchste Spielklasse im niederländischen Frauenfußball. Vier Jahre war die Innenverteidigerin bei den Groningern aktiv, mit denen sie zum Abschluss 2005 den KNVB-Pokal gewann. Sie ging zu Be Quick ’28 nach Zwolle, wo sie am Ende ihrer zweiten Spielzeit 2006/07 zur besten Spielerin der Liga gewählt wurde. Sie wechselte in die neu gegründete Eredivisie zum FC Twente, mit dem sie 2008 erneut Pokalsiegerin wurde. Im Pokalfinale gegen FC Utrecht am 25. Mai 2008 musste die Spielführerin allerdings bereits in der achten Minute gegen Marije Brummel ausgewechselt werden. Sie hatte einen Kreuzbandriss erlitten, der sie für fast ein Jahr außer Gefecht setzte, so dass sie in der Saison 2008/09 lediglich auf drei Spieleinsätze in der Eredivisie kam. Das Verletzungspech blieb ihr treu: In der Vorbereitung auf die Saison 2009/10 musste sie nach einem erneuten Kreuzbandriss operiert werden und fiel noch einmal die gesamte Saison aus.
In der Saison 2010/11 kam sie zunächst in der Nachwuchself der Twente-Frauen ATC’65 zum Einsatz, in der sie sich wieder in Form spielte. Anschließend gehörte sie schnell wieder zur Stammformation der Eredivisie-Frauschaft und trug mit zwei Toren in 17 Spielen nicht unerheblich zur Meisterschaft des FC Twente bei.

## Nationalmannschaft
De Boer spielte bereits in der niederländischen U-14-Mannschaft, die 1996 Europameister (6 gegen 6) wurde. In den U-16-, U-17- (hier machte sie 16 Spiele mit fünf Toren) und U-18-Mannschaften gehörte sie zum Stamm; mit 20 Spielen und vier Toren ist sie Rekordinternationale der niederländischen U-18-Mädchen.
Am 14. Juni 2001 debütierte de Boer gegen Tschechien in der A-Nationalmannschaft. In diesem Jahr gewann sie auch mit dem niederländischen Team bei der Universiade in Peking die Silbermedaille. Nach ihrer langen Verletzungspause machte sie 2009 lediglich zwei Vorbereitungsspiele auf die Europameisterschaft mit; Bondscoach Vera Pauw berief sie dennoch in den EM-Kader. Bis zur EM kam sie auf 60 Länderspiele in Oranje, in denen sie vier Treffer erzielte.

## Erfolge

### Im Verein
- Niederländischer Meister 2011 (FC Twente)
- Niederländischer Pokalsieger 2005 (CVV Oranje Nassau), 2008 (FC Twente)

### In der Nationalmannschaft
- Silbermedaille Universiade 2001
- Teilnahme an der EM-Endrunde 2009

### Als Spielerin
- Beste Spielerin der Hoofdklasse 2006/07